# Auxílio Emergencial

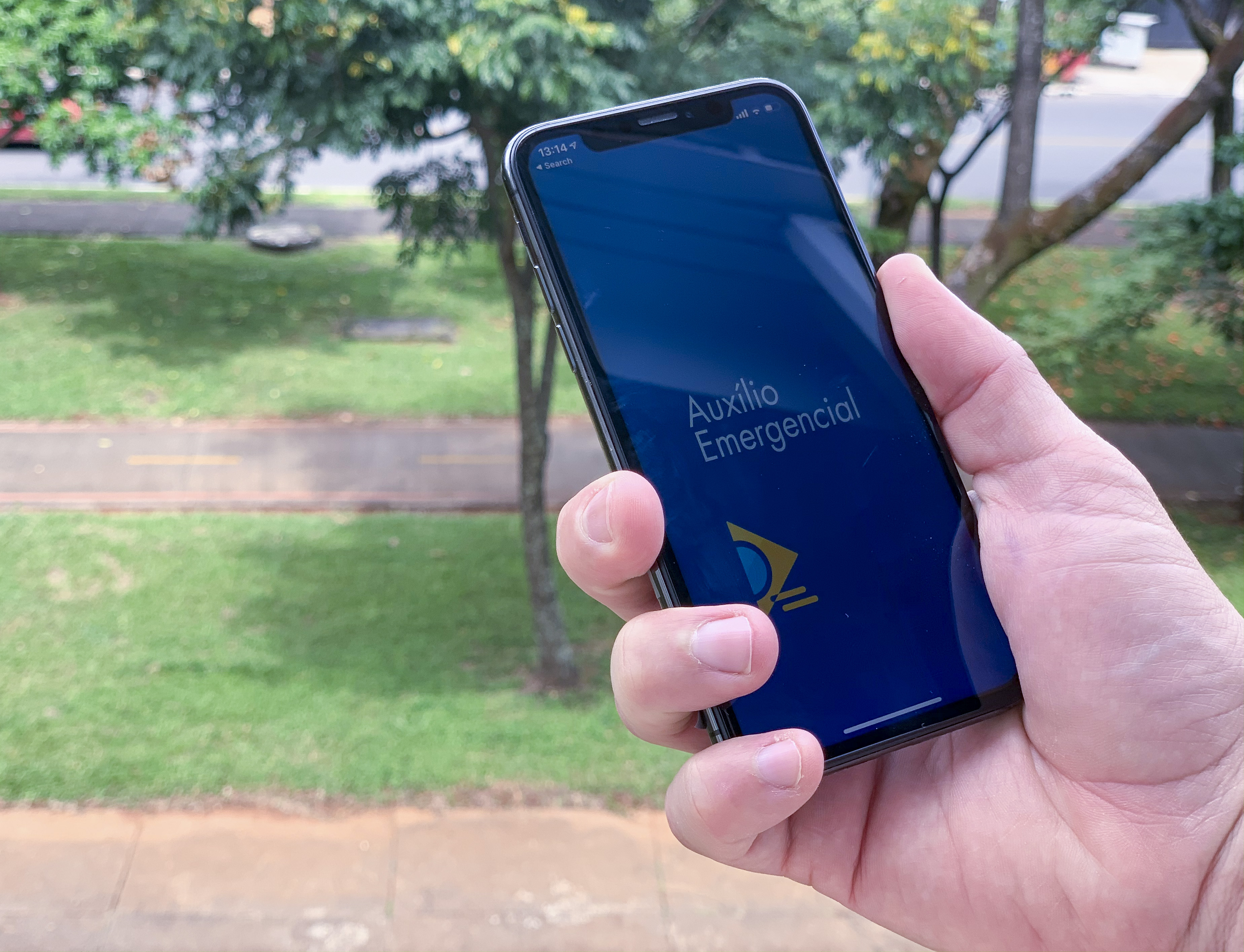
O aplicativo para a liberação do auxílio emergencial a trabalhadores produzido pela Caixa Econômica Federal (CEF), o Caixa Auxílio Emergencial

Auxílio Emergencial, também chamado de Caixa Auxílio Emergencial ou coronavoucher, foi um programa do governo federal brasileiro de renda mínima aos mais vulneráveis durante a pandemia de COVID-19. O objetivo do auxílio financeiro foi mitigar os impactos econômicos causados pela pandemia de COVID-19 no Brasil.
Foi inicialmente instituído pela Lei n. 13 982 de 2020, a qual previu o repasse de 600 reais mensais (inicialmente por três meses) a trabalhadores informais e de baixa renda, microempreendedores individuais e também contribuintes individuais do Instituto Nacional do Seguro Social (INSS).
No ano de 2020, o auxílio começou a ser pago no mês de abril, no valor de 600 reais, e foi até o mês de dezembro. Inicialmente, o então presidente da república, Jair Bolsonaro, foi contra esse valor e propôs pagar apenas 200 mensais; porém, após pressão do Congresso Nacional, ele recuou. O valor estimado empreendido pelo governo para o pagamento do auxílio naquele ano foi de 322 bilhões de reais. Em 2021, o benefício foi prorrogado inicialmente com 4 parcelas. Os valores são de 150 reais para solteiros, 250 reais para famílias e 375 reais para mães solteiras.

## História
O auxílio foi criado em meio ao isolamento social para instaurar medidas de proteção social e atenuar a crise econômica decorrente aos efeitos causados pela pandemia de COVID-19 no Brasil.
A iniciativa do Poder Legislativo do Brasil baseou-se no pleito da sociedade organizada e em ações implementadas em vários países pelo mundo de implementação de renda emergencial à população por conta da pandemia de COVID-19.
Depois de pleito de políticos do Poder Legislativo, o Ministério da Economia aceitou a implementação de um programa temporário para pagamento de uma renda ou auxílio emergencial de 200 reais mensais para a população brasileira de baixa renda, mas o Poder Legislativo ampliou esse valor através da aprovação do Projeto de Lei 9236/17, de autoria do Deputado Federal Eduardo Barbosa, do PSDB/MG, que foi votado pela Câmara dos Deputados do Brasil em 26 de março de 2020, e votado por unanimidade pelo Senado Federal do Brasil 4 dias depois, e logo encaminhado pelo presidente da casa, Davi Alcolumbre, para análise do Presidente da República (Jair Bolsonaro), que o sancionou em 1 de abril de 2020.
A lei foi publicada em 2 de abril de 2020, estabelecendo o auxílio em 600,00 reais mensais para aqueles que se enquadrassem nas regras de recebimento desse auxílio-emergencial, durante um período mínimo de vigência de três meses, estando os beneficiários do programa Bolsa-Família automaticamente cadastrados no mesmo, que poder-se-ia ser recebido em concomitância com o anterior, sem prejuízo.[carece de fontes?] A lei também previu a possibilidade de prorrogar o benefício enquanto durar o estado de calamidade pública. Na oportunidade, o presidente Jair Bolsonaro informou que o auxílio beneficiaria 54 milhões de pessoas. Em 16 de abril, a Câmara dos Deputados aprovou o Projeto de Lei 873 de 2020, de autoria do senador Randolfe Rodrigues (filiado à Rede Sustentabilidade), que ampliou a lista de categorias a serem beneficiadas. De acordo com Randolfe Rodrigues, a ideia de uma renda básica de cidadania teve origem em propostas do ex-senador Eduardo Suplicy. O projeto de Randolfe altera a Lei 10.835/04, que instituiu a renda básica no Brasil, mas nunca foi regulamentada. O projeto que deu origem a essa lei, o PLS 266 de 2001, foi apresentado por Eduardo Suplicy (filiado ao Partido dos Trabalhadores).
Atualmente, em paralelo ao auxilio emergencial instituído a Lei de n. 13.982 de 2020, surgiram outros auxílios de cunho emergencial por iniciativa dos Estados da União, como é o caso do Renda Básica Emergencial, o SuperaRJ, o PAE, entre outros.
Inicialmente, estavam previstas três parcelas de 600 reais, mas no início de julho uma quarta e quinta parcelas também foram autorizadas.
Logo que o benefício foi liberado para saque nas agências bancárias da Caixa Econômica Federal e casas lotéricas, longas filas foram formadas, causando assim aglomerações, o que contrariou as recomendações das autoridades de saúde, como a Organização Mundial da Saúde, durante o período de Pandemia de COVID-19 no Brasil.
No dia 1 de setembro, o Governo Federal do Brasil anunciou o pagamento de mais quatro (04) parcelas de 300 reais até o final de 2020.
O benefício chegou ao fim em dezembro de 2020.
No início de 2021, ainda se discutia a criação de um novo auxílio emergencial, mas com parcelas menores. Um estudo concluiu que, se o valor da parcela do novo auxílio emergencial em 2021 fosse de 200 reais, ele não seria capaz de compensar a perda de renda dos informais durante a pandemia. De acordo com os autores do estudo, a parcela precisaria ser de, no mínimo, 250 reais para que os informais tivessem um pequeno ganho de renda.

## Critérios de recebimento
O Governo Federal do Brasil lançou o site e o aplicativo Caixa Auxílio Emergencial (disponível para os sistemas operacionais Android e iOS) para que os requisitantes pudessem efetuar o cadastro e receber o auxílio. Vários usuários relataram problemas técnicos no sistema. A partir de 8 de junho de 2020, as agências dos Correios em todo o Brasil também foram habilitadas para apoiar aos requisitantes em suas solicitações, de maneira gratuita e modo presencial.
Para estar apto a receber o auxílio, é preciso se enquadrar em todos os requisitos listados abaixo:
- Ter mais de 60 anos
- Não ter emprego formal
- Não estar recebendo os seguintes benefícios:
  - Previdenciário (INSS)
  - Assistencial
  - Seguro-desemprego
  - Programa de Transferência de Renda Federal (Bolsa Família não impede receber Auxílio Emergencial)
- Renda familiar mensal de:
  - Até R$ 522,50, por pessoa ou
  - Até R$ 35.135,00, renda familiar total
- Não ter recebido rendimentos tributáveis, no ano de 2018, acima de R$ 28.559,50
- Estar desempregado ou exercer atividades em uma das seguintes condições:
  - Microempreendedor individual (MEI)
  - Contribuinte individual ou facultativo do Regime Geral de Previdência Social
  - Trabalho informal
- Não ser agente público, inclusive temporário, nem exercer mandato eletivo
- Não está cumprindo pena privativa de liberdade

Entre abril e maio de 2020, algumas pessoas foram presas por usarem o benefício para a promoção de festas e eventos, o que levantou a possibilidade de aqueles com maior poder aquisitivo terem sido habilitados a receber o auxílio financeiro. Em 21 de maio de 2020, foi constatado que militares, pessoas de classe média e servidores públicos receberam o auxílio de maneira indevida, devido a falhas no aplicativo e ao não cruzamento de informações. Como forma de solucionar o problema, o valor recebido teve que ser devolvido por essas pessoas, por meio de um endereço eletrônico destinado a este fim.

### Aplicativo
Caixa Auxílio Emergencial é um aplicativo brasileiro lançado em 7 de abril de 2020 e disponível para Android, iOS e em versão web. Com a Lei n. 13.982, de 2 de abril de 2020 (Lei Auxílio Emergencial), esse aplicativo recebeu cadastros e garantiu uma renda mínima, o chamado "Coronavoucher", aos cidadãos brasileiros mais vulneráveis durante a pandemia do COVID-19 (novo coronavírus). Apenas na manhã do dia de seu lançamento, o serviço contou com nove milhões de acessos e seis milhões de cadastros.
No aplicativo é possível realizar o cadastro após preencher todas as informações necessárias e que irão servir para a checagem dos requisitos. Ainda durante o cadastro, há a opção de informar uma conta bancária (no nome do cidadão cadastrado) ou até mesmo criar uma conta poupança digital e gratuita pela Caixa Econômica. Uma vez cadastrado, é possível fazer o acompanhamento realizando login no aplicativo informando CPF e Token de acesso. Este Token é uma senha de seis dígitos recebidos via SMS no celular cadastrado e que tem uma validade, que era de 4 horas, mas a partir do dia 12 de abril de 2020, aumentou-se para 24 horas. Quem teve a primeira análise rejeitada, pode-se fazer o recadastro para ser novamente analisado, se assim achar ter o direito de receber o auxílio emergencial.
Em abril de 2020, usuários reportaram problemas técnicos no uso do aplicativo. Quem teve a primeira análise rejeitada, teve que refazer o cadastro. Porém, na página onde se informa os membros da família, era comum ver-se o seguinte erro: "CPF já cadastrado". Este é um erro por parte da aplicação, que ainda enxerga os cadastros anteriores. Outro problema técnico reportado foi o do número de CPF que começa com o dígito 0 (zero). Usuários não conseguiam finalizar o recadastro pois a aplicação eliminava os zeros iniciais (zeros à esquerda) e assim o CPF passava a ter menos de 11 dígitos.

## Impactos financeiros
Segundo o Ministro da Economia, o orçamento previsto para o pagamento do auxílio para trabalhadores informais durante três meses será em torno de 98 bilhões de reais. Até 27 de abril de 2020, o total pago pela CEF foi em torno de 27,7 bilhões de reais. Contudo, em 22 de abril, o Senado aprovou uma ampliação da categorias de trabalhadores que poderão receber o auxílio. Com a ampliação, o Ministério da Economia estimou o impacto nas finanças públicas em mais 10 bilhões de reais.
Com efeitos na inclusão bancária, a Caixa Econômica Federal criou a poupança social digital, uma conta poupança simplificada para beneficiários de programas do Governo Federal, como o Auxílio Emergencial e o Fundo de Garantia do Tempo de Serviço (FGTS). A conta de poupança social digital permite que as pessoas recebam o auxílio emergencial e outros benefícios sociais e previdenciários sem pagar qualquer tarifa de manutenção. Essas contas têm um limite de movimentação de até R$ 5 mil por mês. Além da isenção de tarifa, a conta permite que o titular faça três transferências eletrônicas por mês sem custos.

### Uso para pagamento de dívidas
O dinheiro proveniente do auxílio emergencial foi comumente utilizado para a quitação de dívidas antigas. Segundo pesquisas publicadas pelo site da revista brasileira Veja, houve um aumento de 13% nas dívidas negociadas à vista somente no primeiro semestre de 2020, forte indicativo de como a presença do auxílio emergencial têm afetado o comportamento do brasileiro que, inadimplente em algum ou diversos setores, busca, afoito, quitar suas pendências financeiras mesmo no estado apocalíptico em que se encontra.
Tal comportamento é motivo de preocupação e questionamento para aqueles que se atentam aos dados e estudam o comportamento social durante a pandemia. Diante da dúvida a respeito do porquê de tal postura, Maria Paula Bertran, professora da Universidade de São Paulo, pontua as problemáticas desenvolvidas pelo comportamento de usar o auxílio emergencial como um dinheiro "extra" e destiná-lo, portanto, para o pagamento de dívidas. Segundo a professora, o vácuo gerado ao consumo pelo uso indevido do auxílio para aplicação em dívidas antigas claramente afeta a economia nacional, que precisa com urgência da manutenção dos níveis básicos de consumo para proteger os cidadãos do desemprego crescente desencadeado pela pandemia. Ademais, com a aplicação do valor cedido pelo Governo Brasileiro em empresas de cobrança ou recuperação de crédito, os devedores tiram da sua própria linha de sustento para tentar retirar, de si mesmos, o estigma da dívida. Assim, pode-se apontar como o desvio do auxílio emergencial representa uma grave decadência nos níveis básicos de consumo e na subsistência das famílias que procuram quitar suas dívidas.
É importante ressaltar, inclusive, como o recebimento desta renda extra - que já é irrisória, diga-se de passagem, pelas empresas de cobrança e recuperação de crédito caracteriza, pelas palavras da professora, um forte ato de "covardia", o que pode ser facilmente observado quando analisamos este fenômeno pela perspectiva de que as empresas seguem com insistência nas cobranças em um cenário onde o ínfimo valor de 600 reais é cedido para que as famílias tentem garantir sua sobrevivência em uma situação emergencial jamais vivida por esta geração, em uma novidade trágica que desestabiliza, diariamente, a rotina da população.
A insistência na cobrança destas empresas e o comportamento intrigante dos devedores em pagar suas pendências financeiras pode ser entendido partindo do pressuposto de que, historicamente, o Brasil tratou o detentor de crédito como promissor ou malogrado conforme o contexto econômico permitia. Deste modo, quando a economia está crescendo e apresenta expectativas otimistas, a concessão de crédito é largamente oferecida para a população e apresentada como a solução para os mais diversos casos: desde a realização de desejos pessoais e de consumo até a resposta para aquela dívida contraída em anos anteriores. Neste contexto otimista, a imagem passada para aquele que cede à concessão de crédito começa a mudar conforme as expectativas econômicas decaem e, então, a figura de "investidor" é transformada na figura do devedor, aquele que, segundo a crença difundida pela sociedade, não teve organização financeira suficiente para quitar suas dívidas e equilibrar suas finanças.
Este contraste entre a imagem do devedor irresponsável transpassada pelas instituições sociais e a verdadeira realidade pela qual estes cidadãos passam é impressionante. Do outro lado da imagem deturpada de um devedor sem controle e viciado em consumo, estão pessoas com dificuldades financeiras que procuram modificar sua situação e melhorar de vida por meio da alternativa romantizada passada pelas instituições financeiras a respeito da concessão de crédito. Assim, muitas famílias buscam pela concessão de crédito para investir nas suas casas ou para quitar dívidas antecedentes, por exemplo, um cenário bastante diferente daquele construído pelo no estado das coisas.
Em um embate entre crédito e caráter, o dever moral colocado sobre a dívida colocou sobre os ombros da população o peso de lidar com suas inadimplências mesmo quando sua subsistência depende disto. Na busca por cessar o endividamento, as famílias injetam cada vez mais renda que deveria ser destinada aos níveis básicos de consumo para as empresas que as cobram, fenômeno cuja consequência pode verter sobre o cenário macroeconômico, incrementando futuras crises, em uma lógica análoga ao raciocínio de Atif Mian e Amir Sufi, autores da obra "House of debt: how they (and you) caused the great recession, and how we can prevent it form happening again". Segundo os autores, as crises econômicas vividas por diversos países (como Japão, Grécia, Estados Unidos e até mesmo o Brasil em 2014) se relacionam diretamente com o endividamento, fator propulsor da indisponibilidade da renda familiar para circular nos ciclos de consumo.